# Marché de Noël de Montbéliard
Le Marché de Noël de Montbéliard est un marché de Noël ayant lieu tous les ans, durant la période de l'Avent, de fin novembre au 24 décembre, à Montbéliard en Franche-Comté (aux portes de l'Alsace et de l'Allemagne). Il est considéré comme l'un des plus beaux marchés de Noël de France avec celui de Strasbourg et Colmar notamment.   
En 2016, il est élu meilleur marché de Noël de France par le magazine Paris Match.   
En 2017, il est classé 6e meilleur marché de Noël d'Europe. Montbéliard obtient la 5e place en 2019, 5e place qu'elle conserve en 2021.

## Historique
Les marchés de Noël remontent au XIVe siècle en Allemagne, sous l'appellation « marché de Saint-Nicolas (fête) ». Au XVIe siècle la réforme protestante instiguée en Allemagne par le réformateur protestant Martin Luther (1483-1546), perpétue cette tradition.

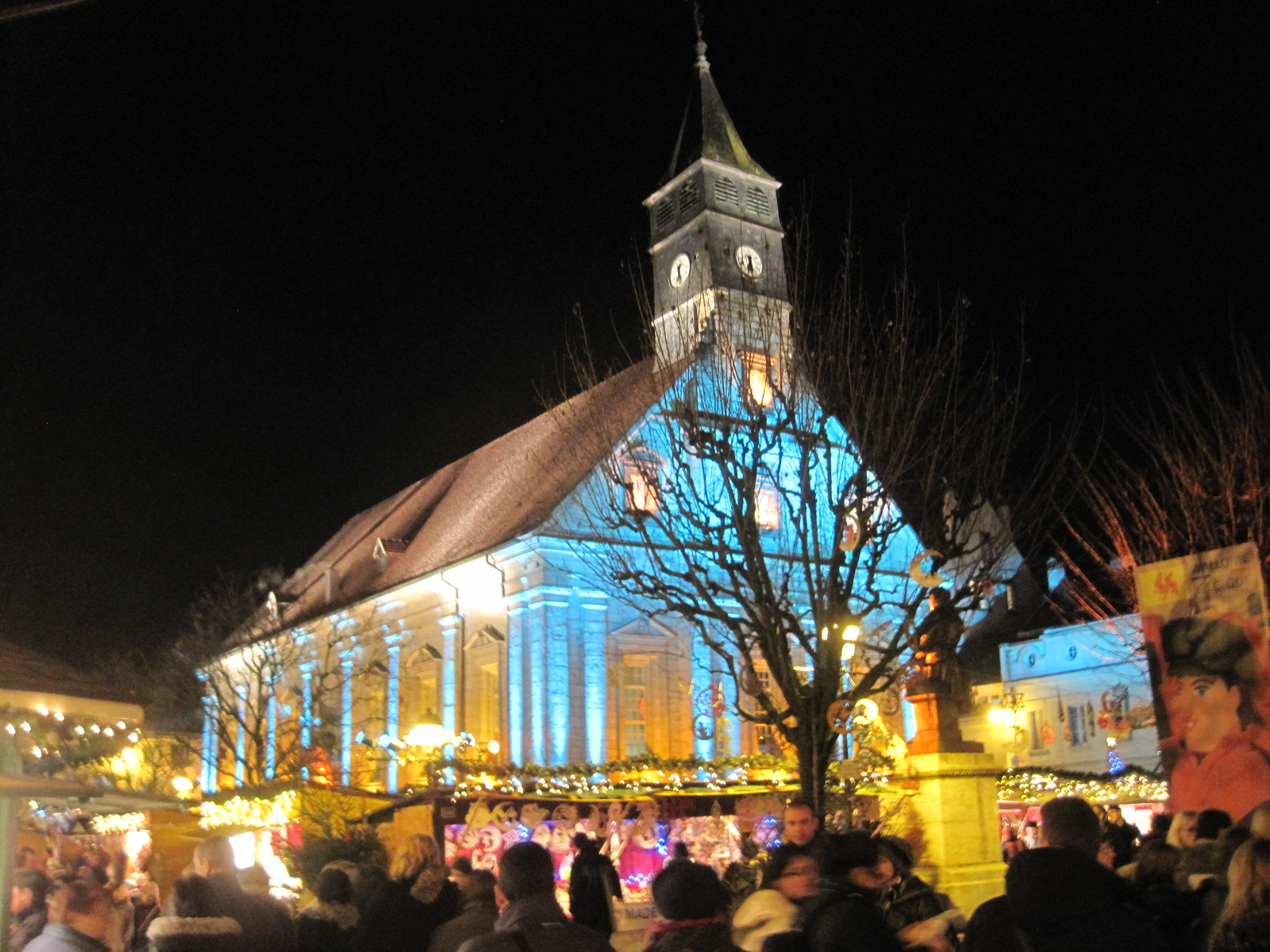
Temple Saint-Martin de Montbéliard.
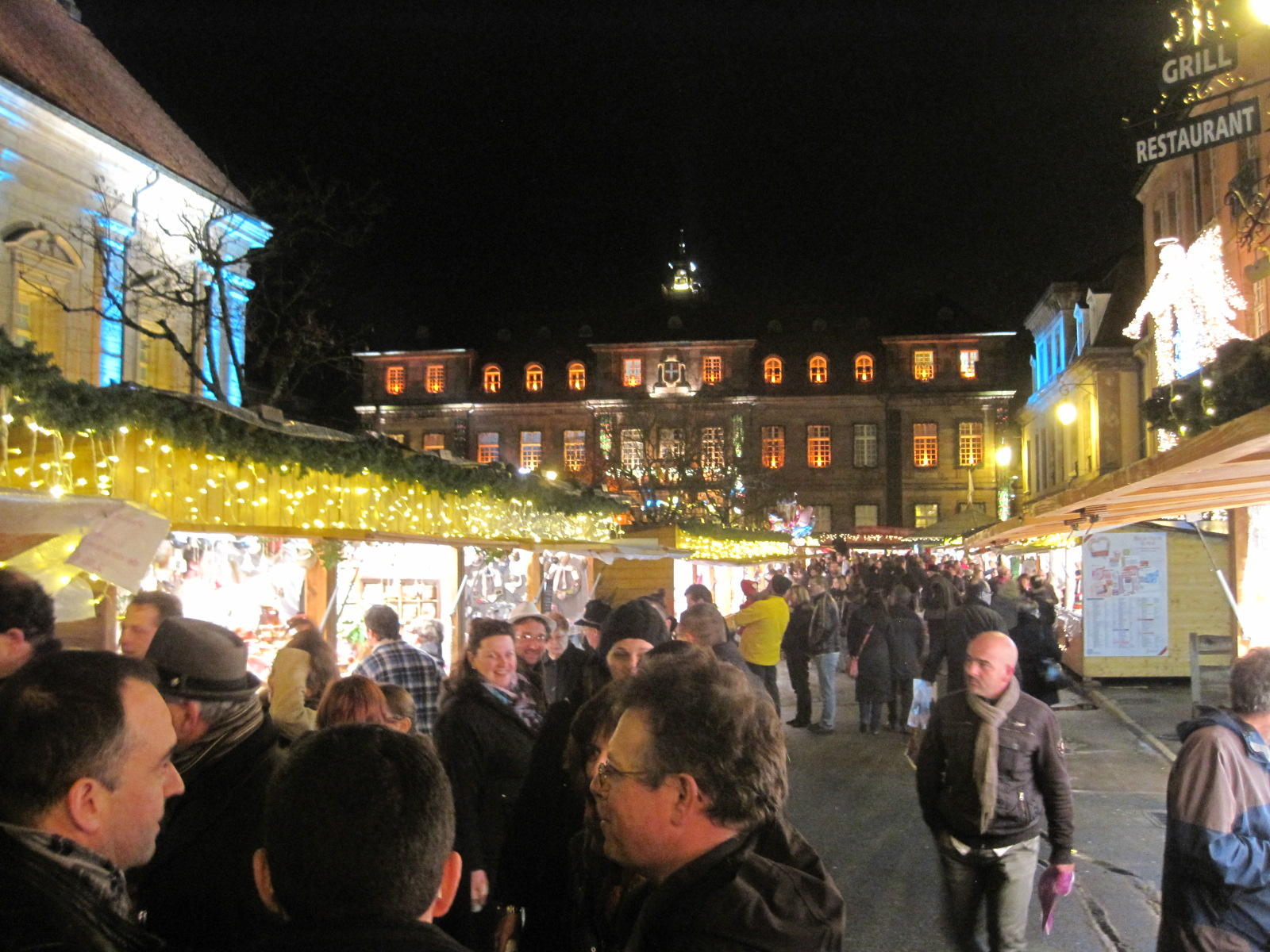
Hôtel de ville de Montbéliard.
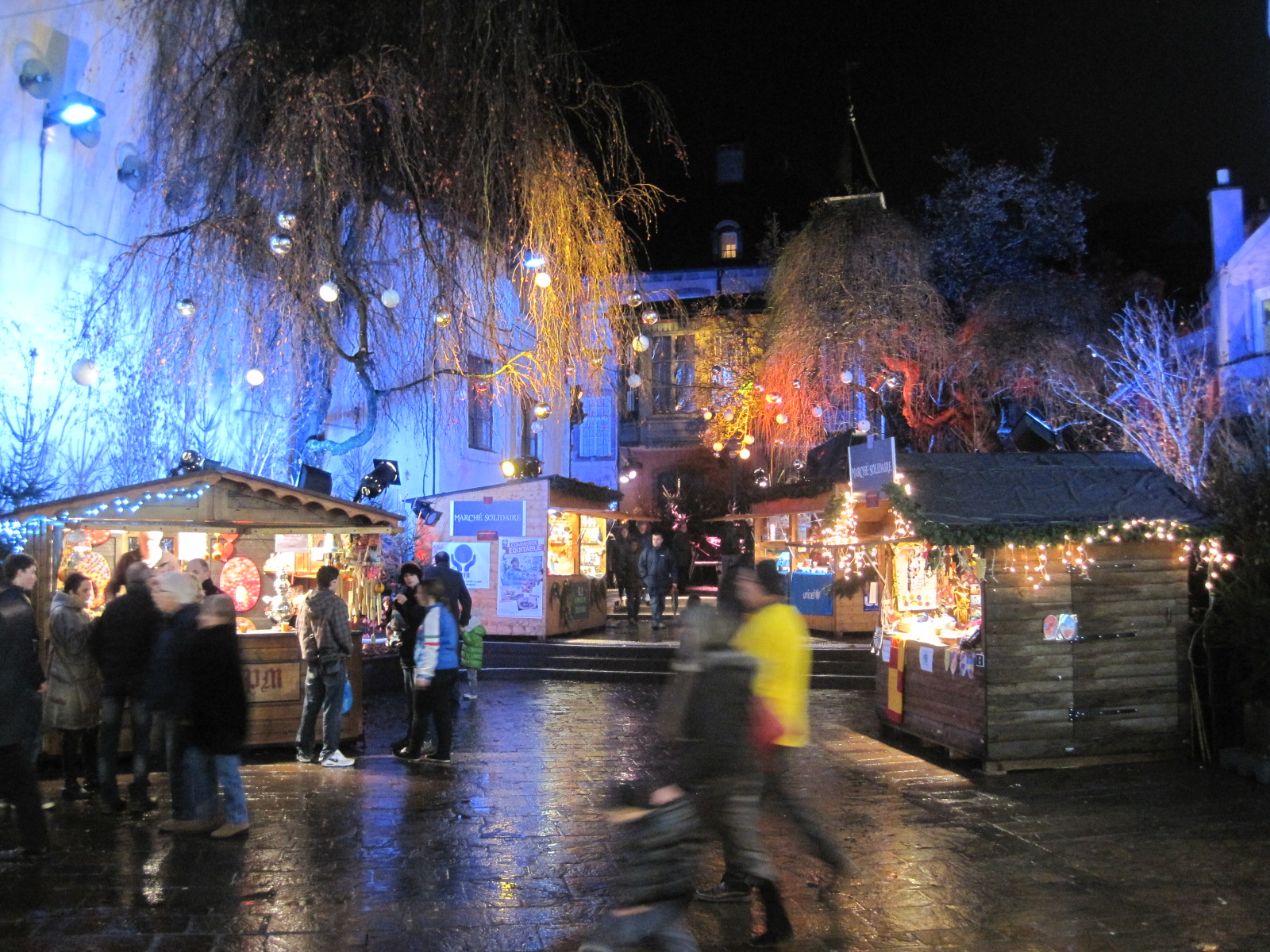
Parvis des droits de l'homme.
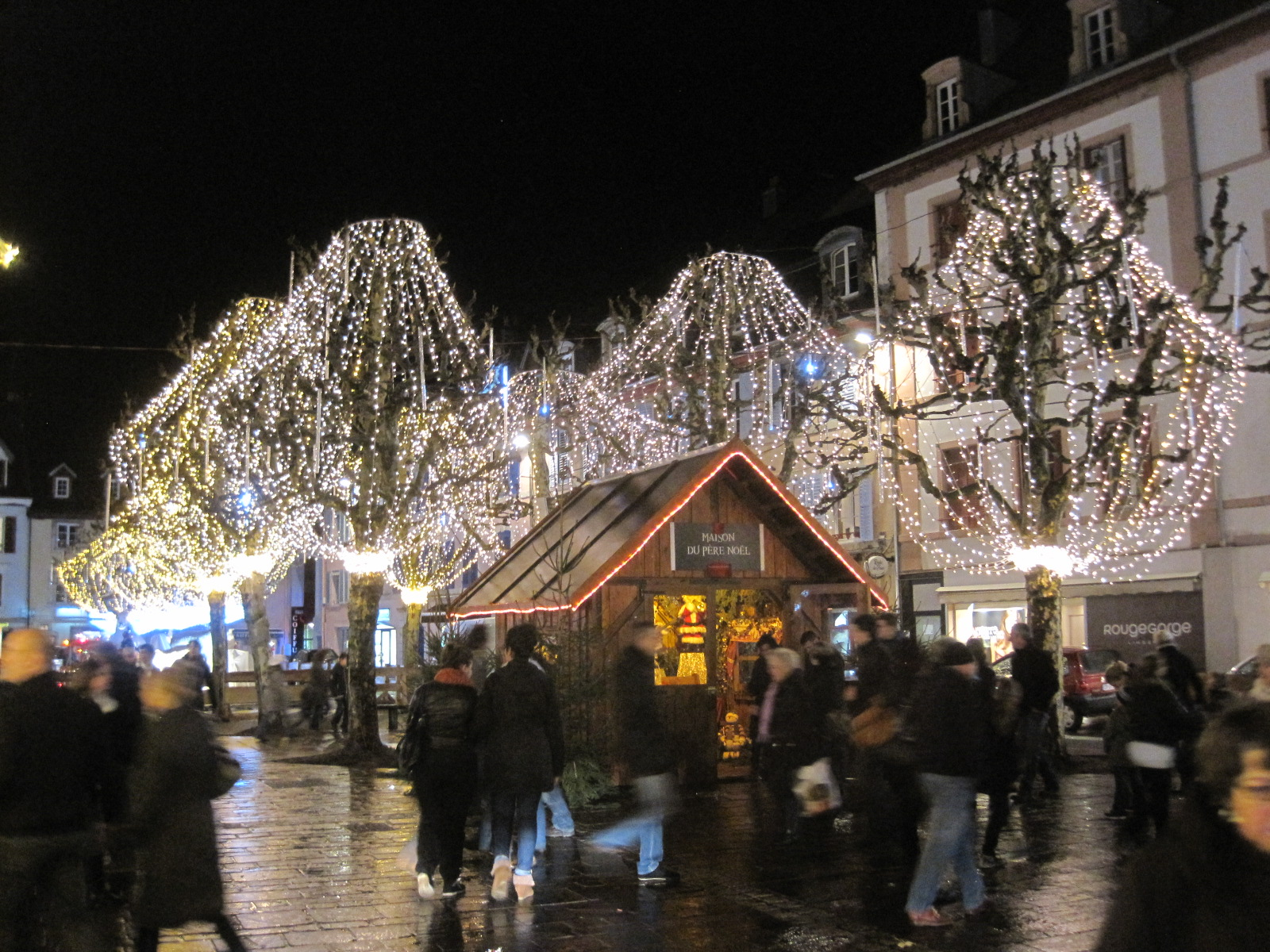
Maison du Père Noël place Guillaume Farel.

Jusqu'au XVIIIe siècle la Principauté de Montbéliard est vassale de l'empire germanique. À la suite du mariage de la comtesse héritière Henriette de Montbéliard avec le comte Eberhard IV de Wurtemberg du duché de Wurtemberg, Montbéliard hérite de cette tradition germanique festive, multicolore, chaleureuse et gourmande... (Christkindelsmärik)

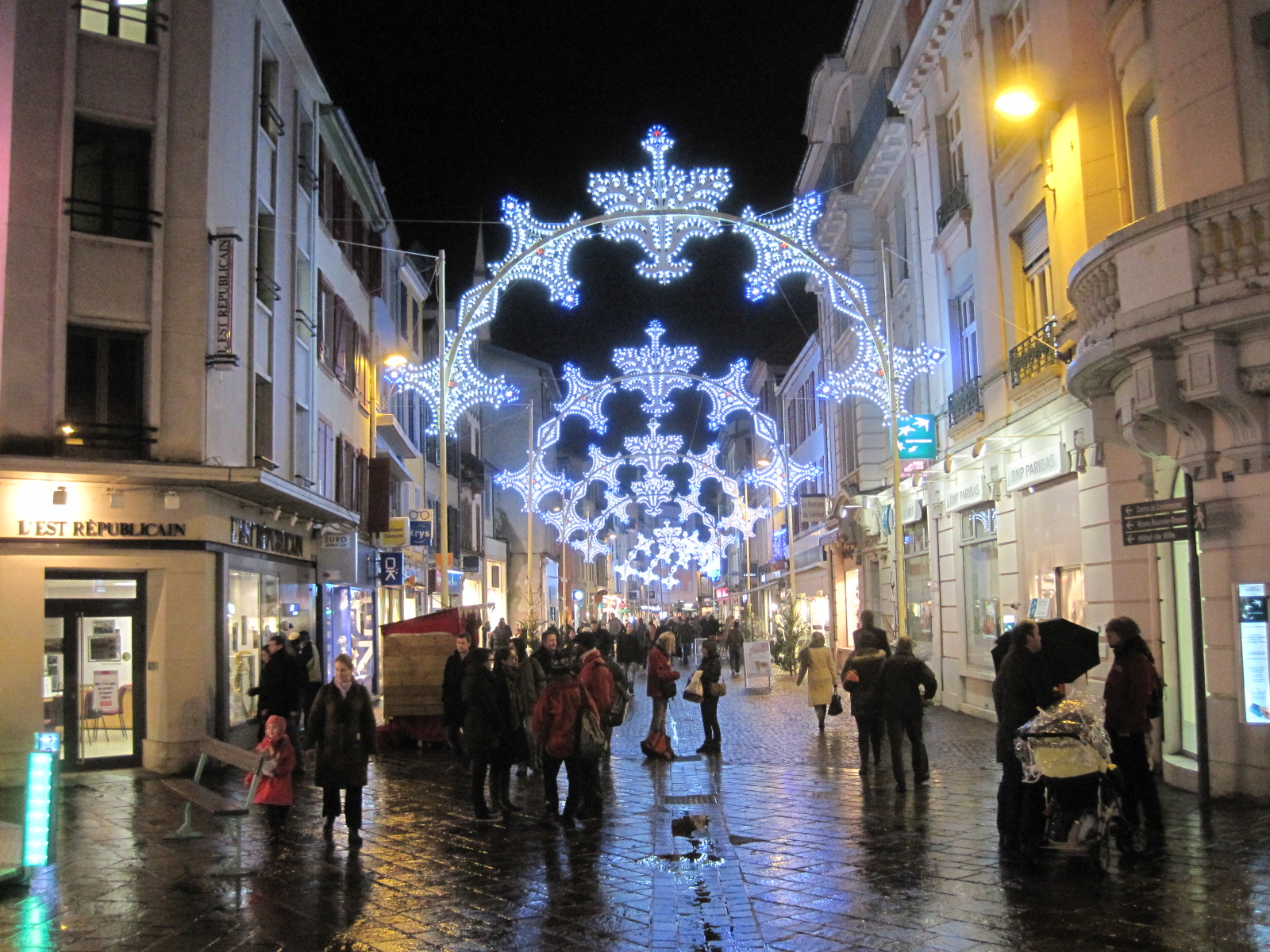
Rue piétonne Georges Cuvier.
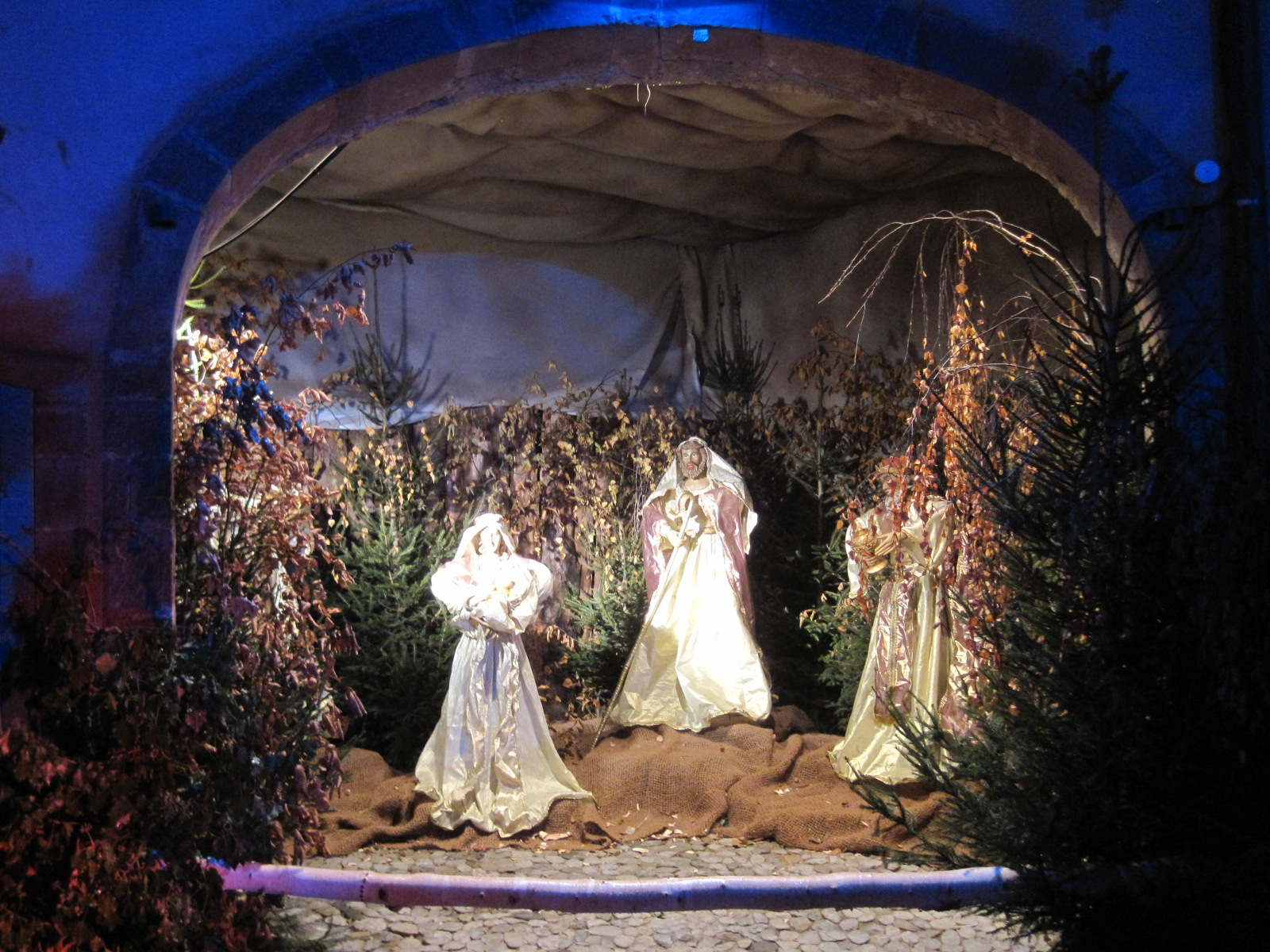
Crèche de Noël dans la cour de l'Hôtel Beurnier-Rossel.
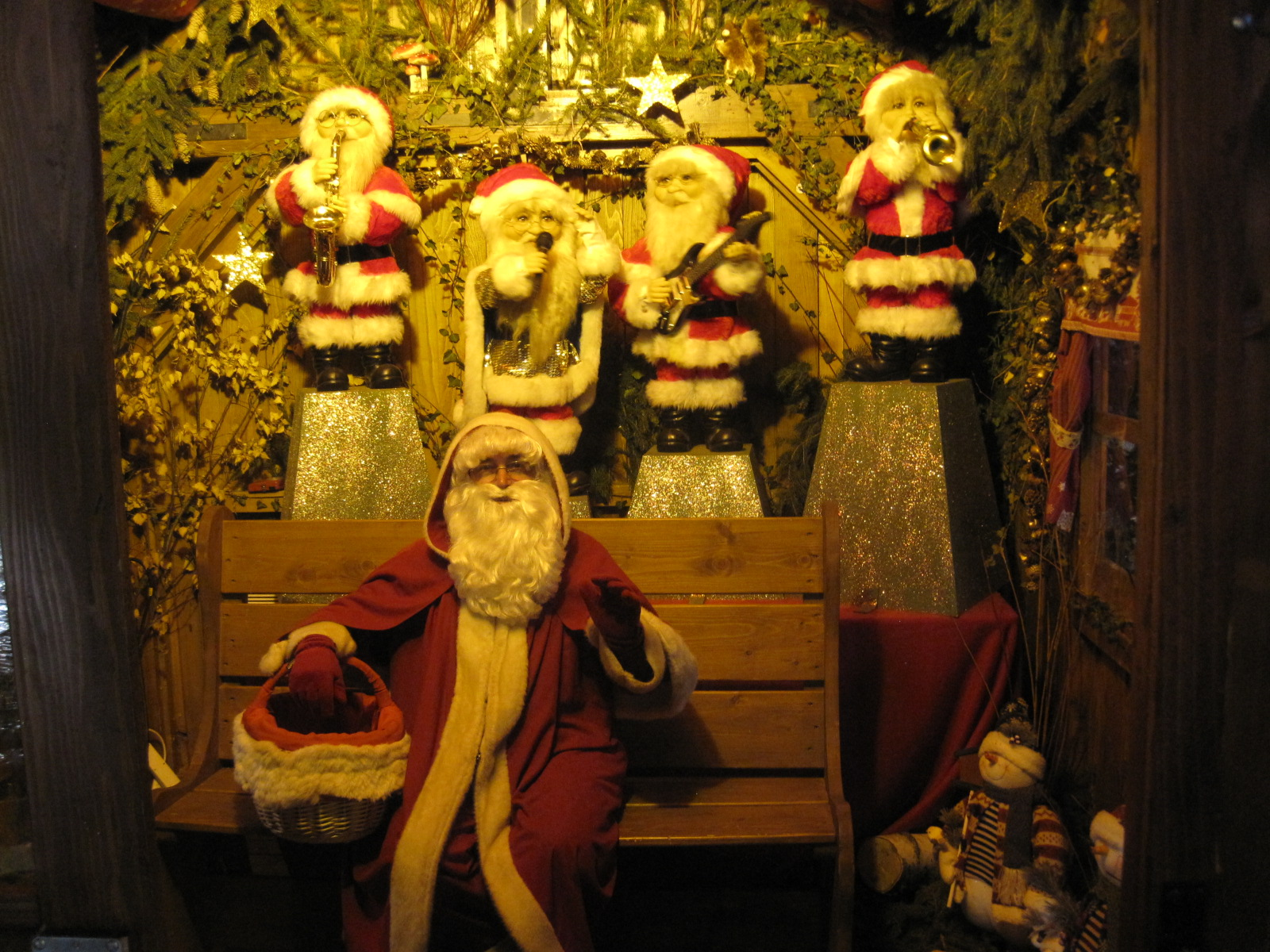
Père Noël.
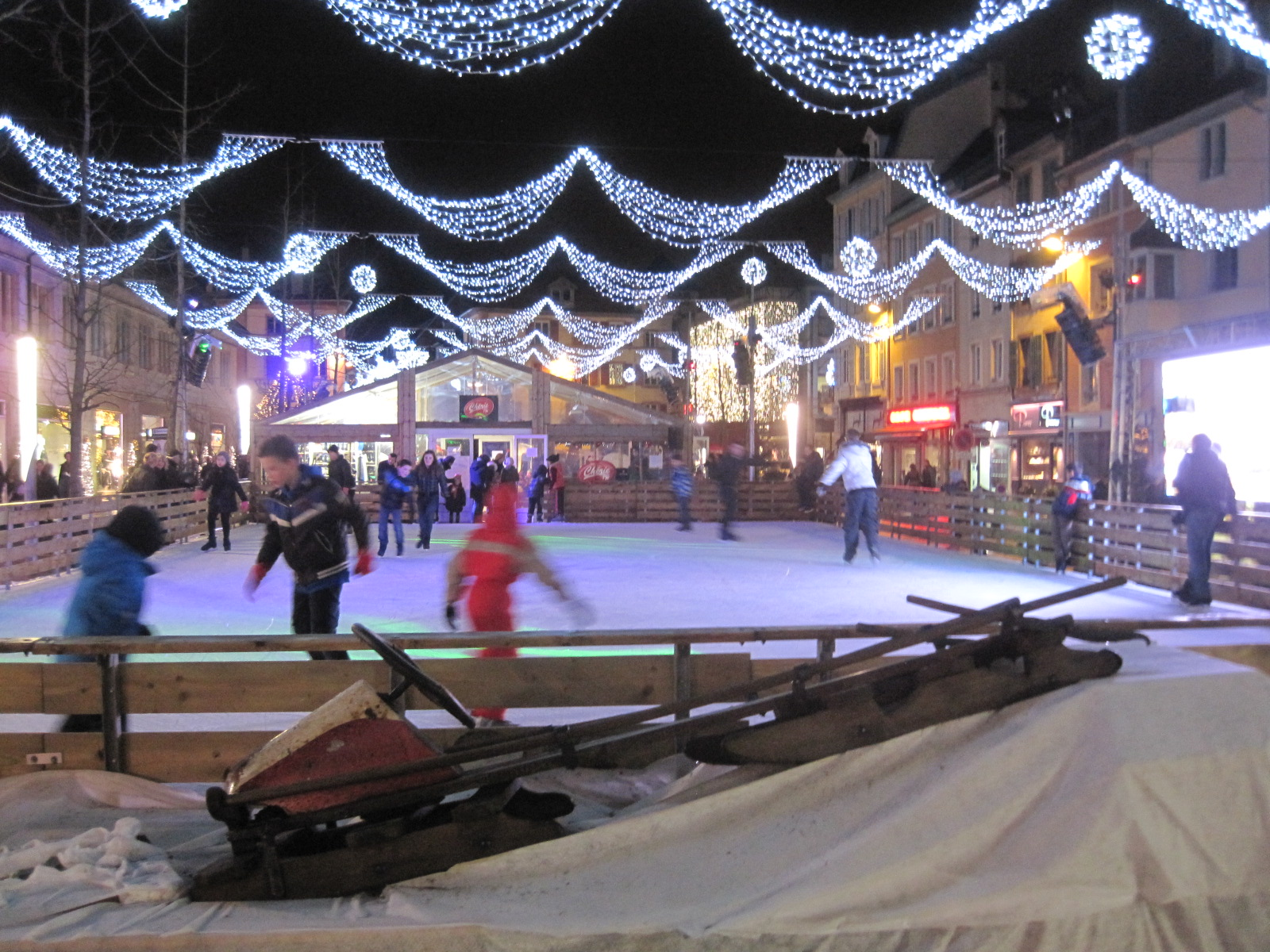
Patinoire place Guillaume Farel.
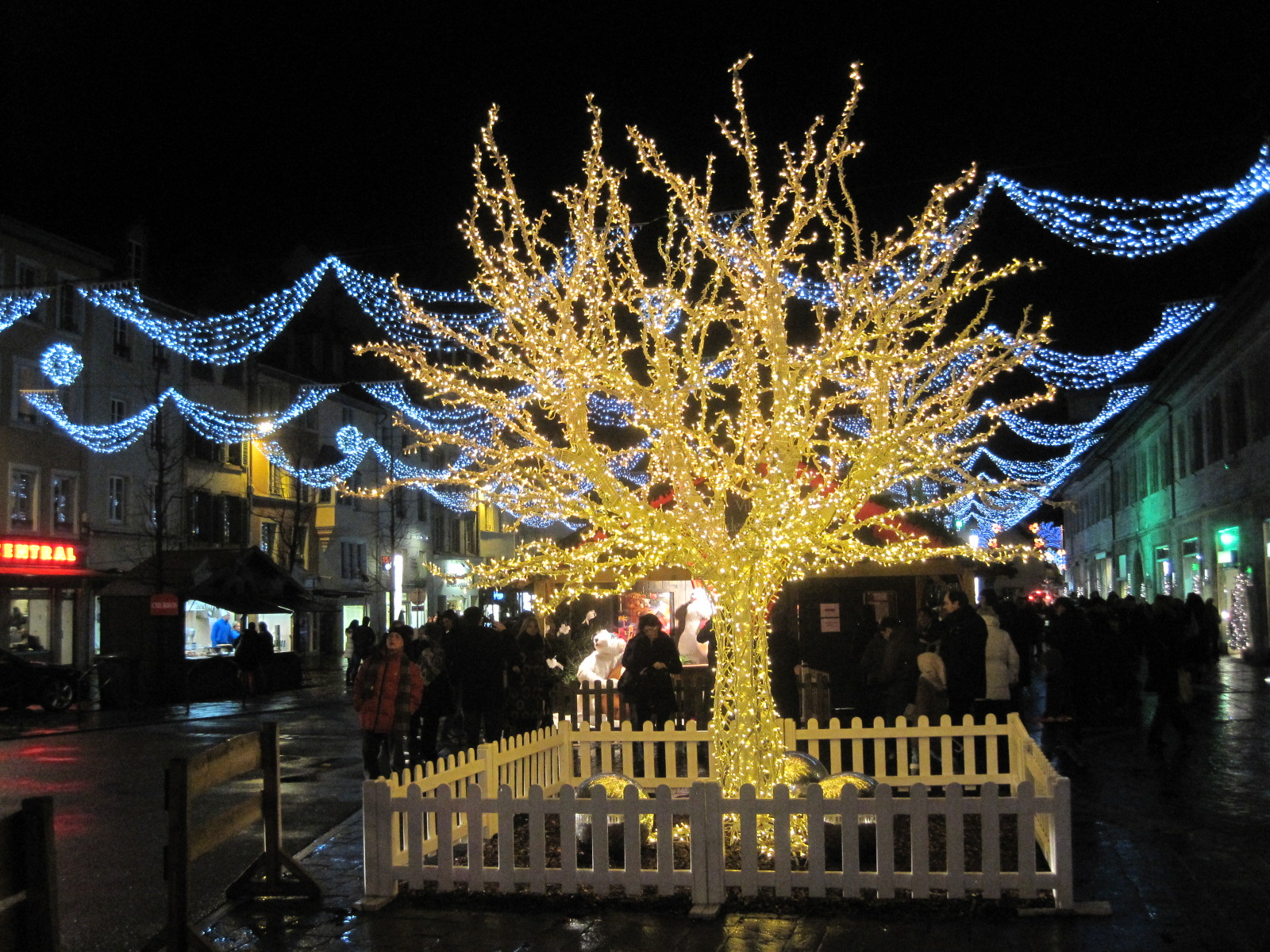
Place Guillaume Farel.

Le marché de Noël de Montbéliard se présente sous forme d'environ 150 petits chalets / échoppes en bois décorés et illuminés dans l'esprit de Noël (pour près de 570 000 visiteurs attendus), qui s'étendent essentiellement entre la rue Georges Cuvier (principale rue piétonne commerçante de la ville), la place Saint-Martin voisine (autour de l'Hôtel de ville de Montbéliard, du temple Saint-Martin de Montbéliard et de l'Hôtel Beurnier-Rossel...) et dans quelques rues adjacentes. Les illuminations de Noël, les chants de Noël et orgue de Barbarie, les animations de rue et les illuminations du château des ducs de Wurtemberg du XIIIe siècle rajoutent à la féerie de ce marché festif... 

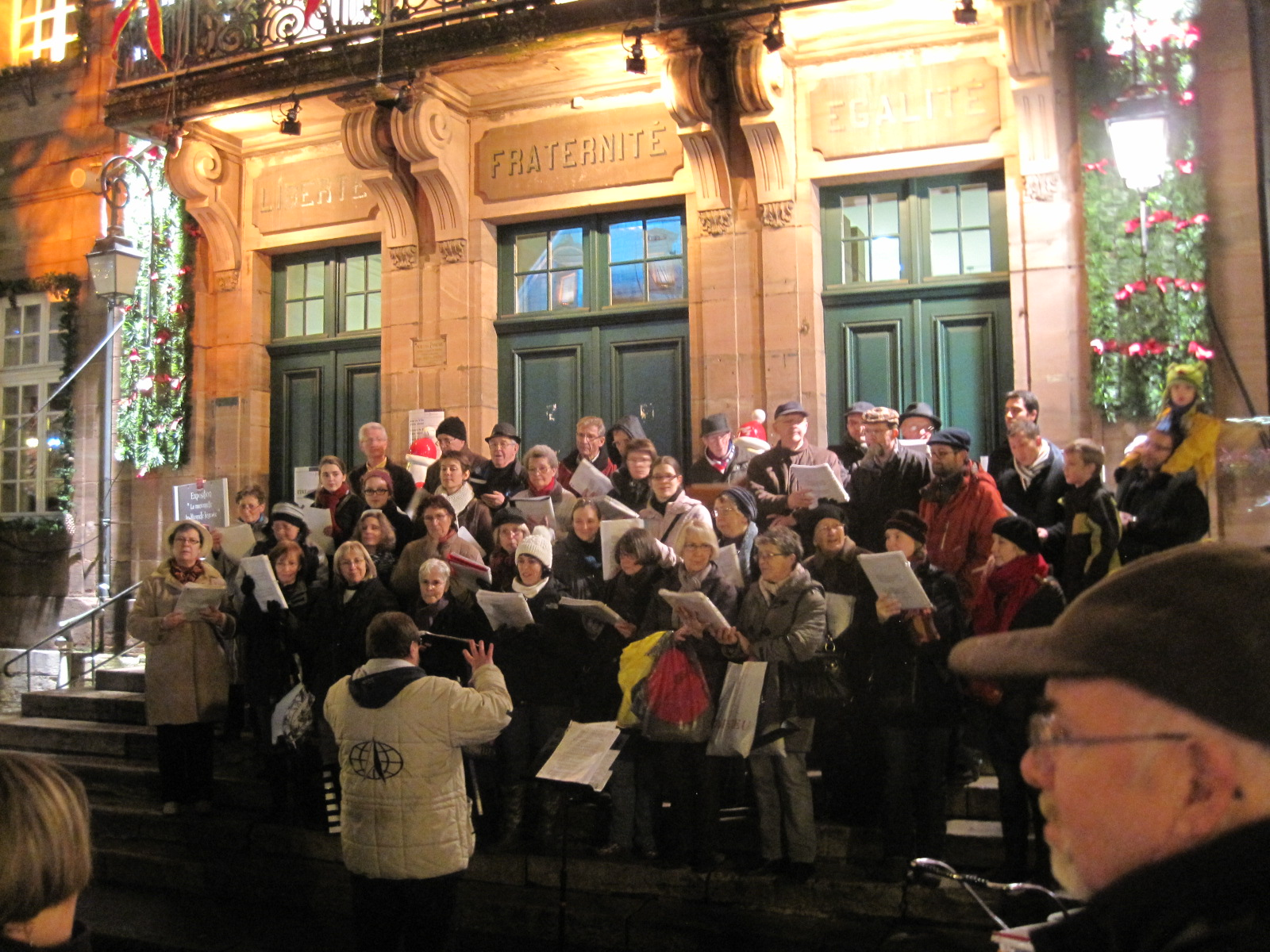
Chorale et chant de Noël.
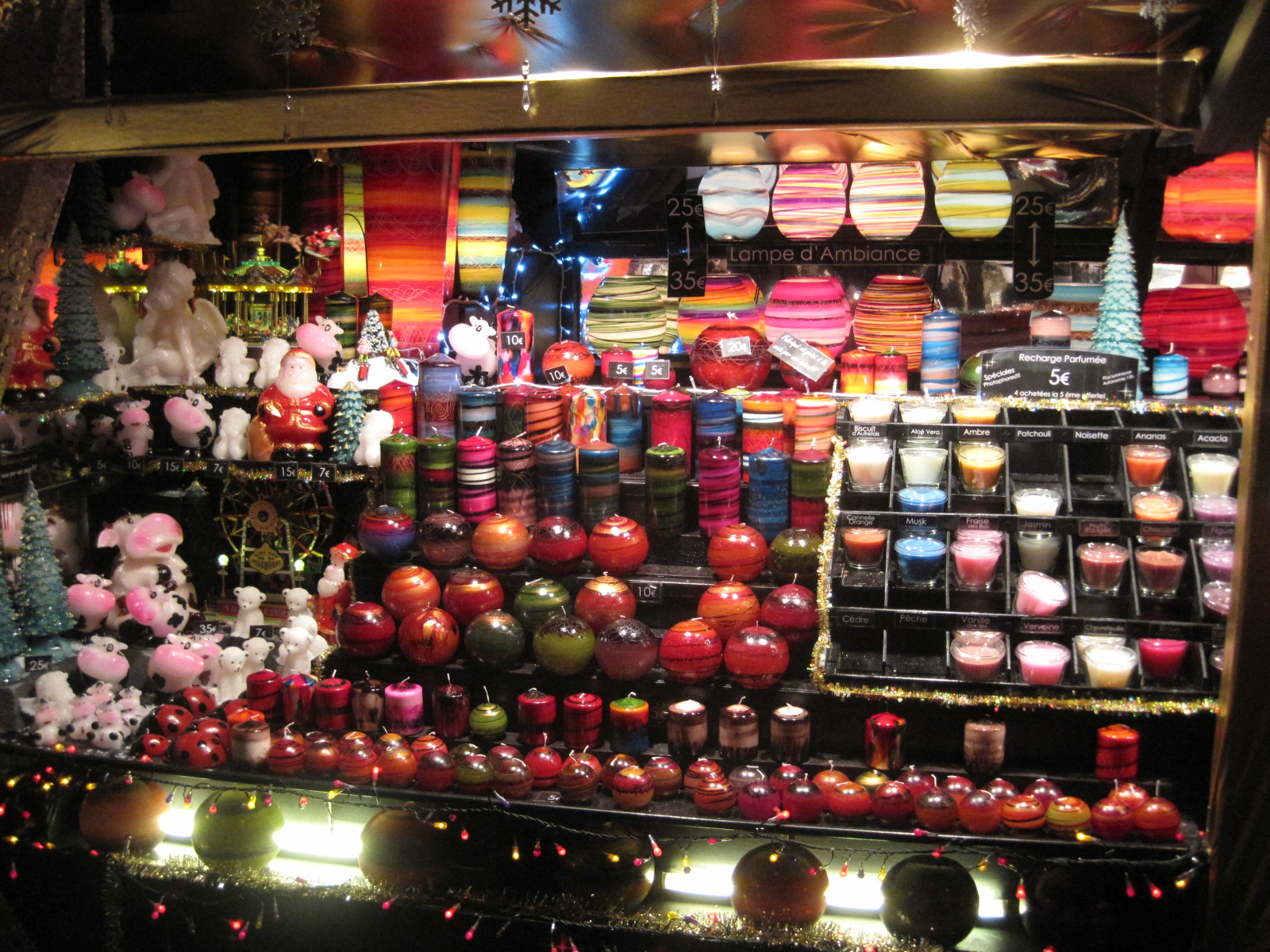
Bougies.
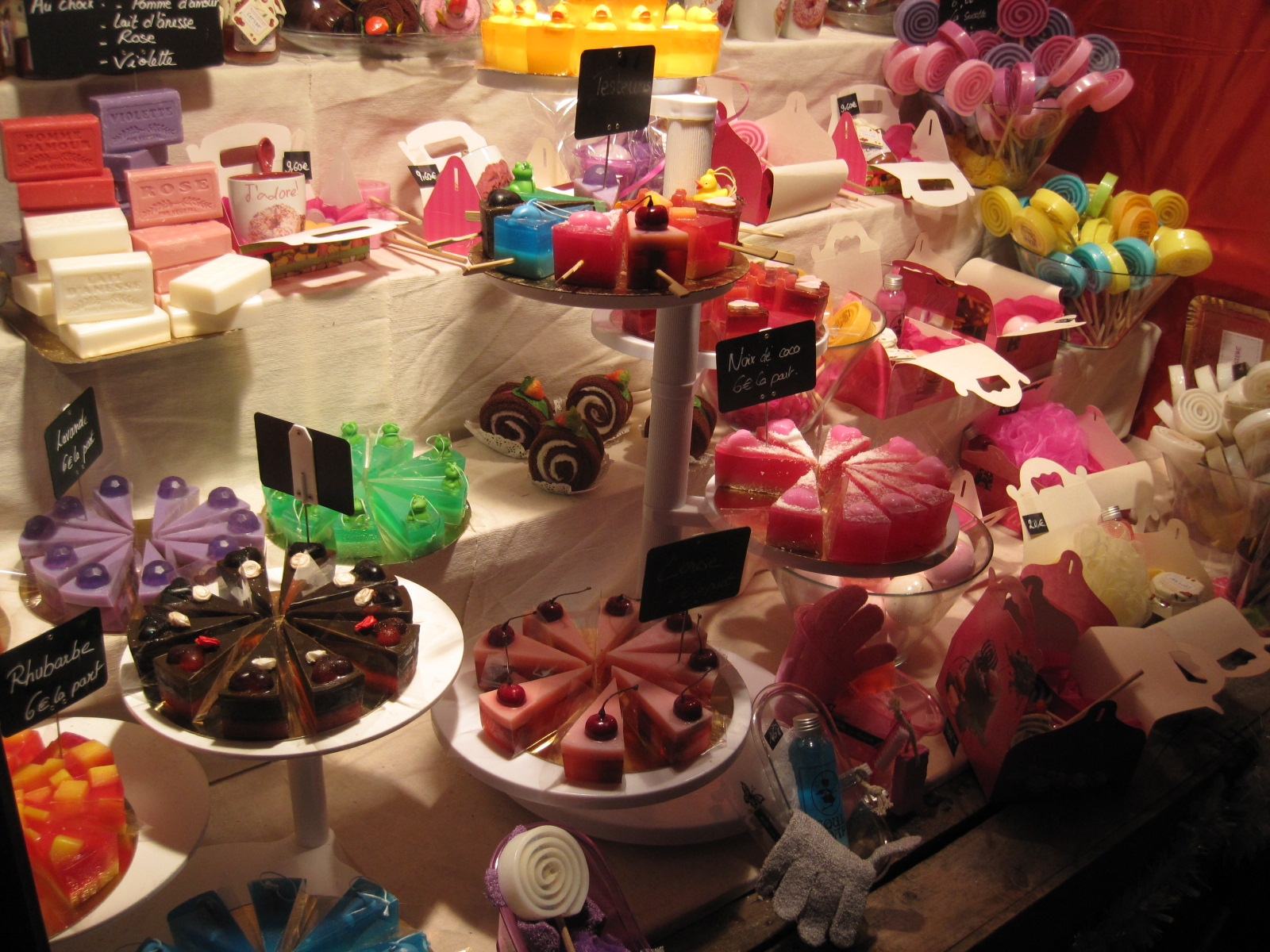
Savons.
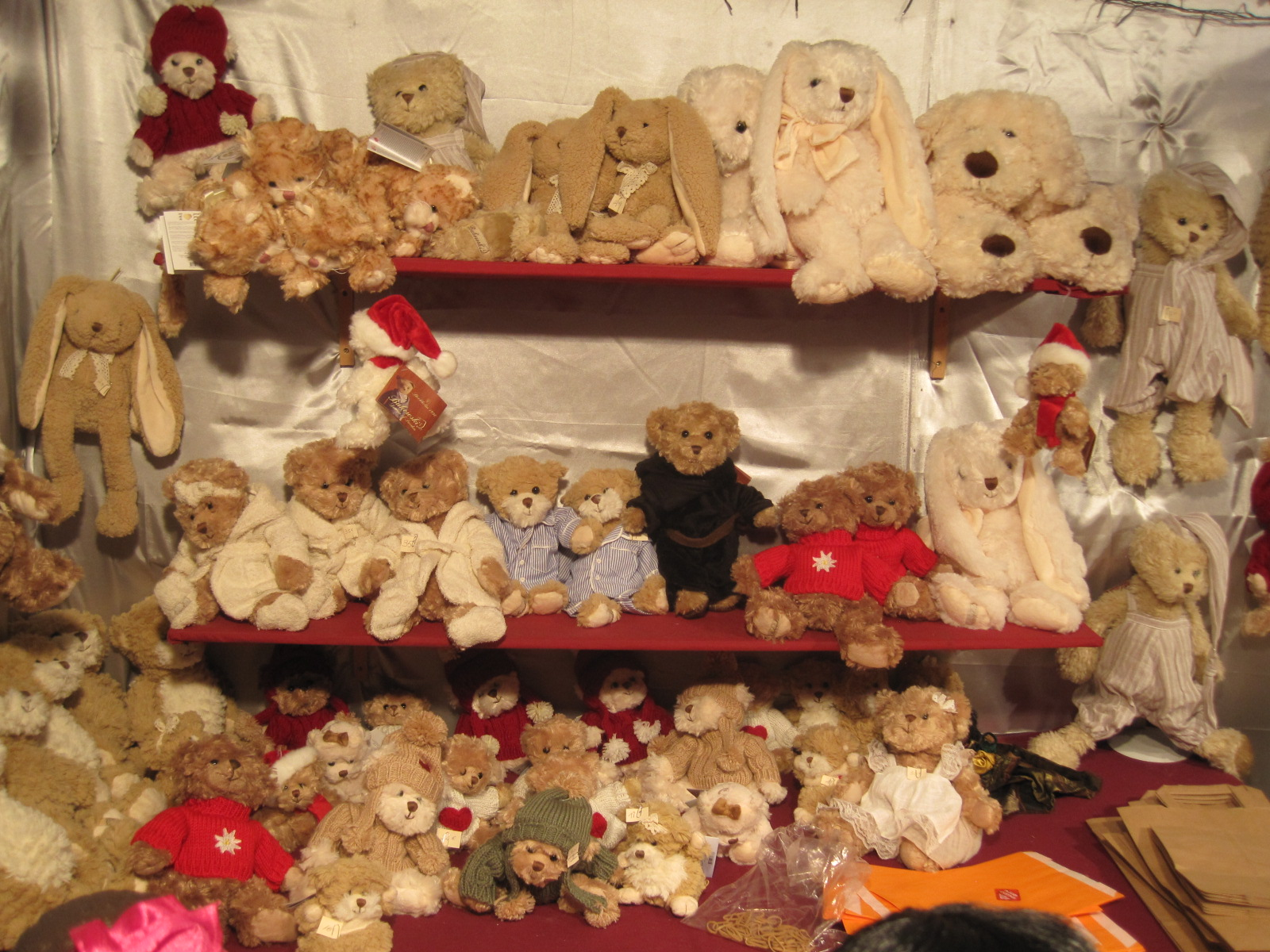
Peluches.
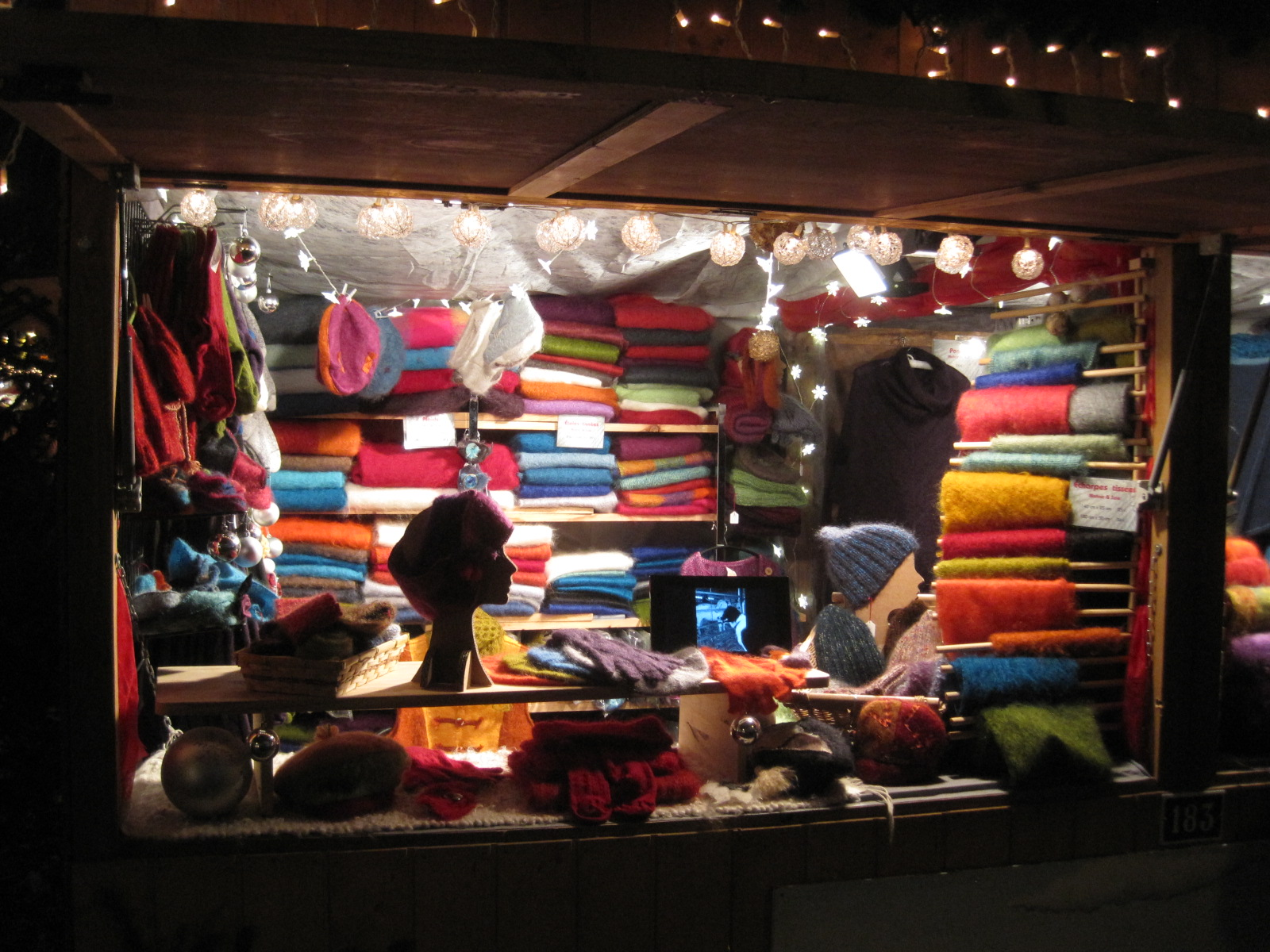
Lainages.
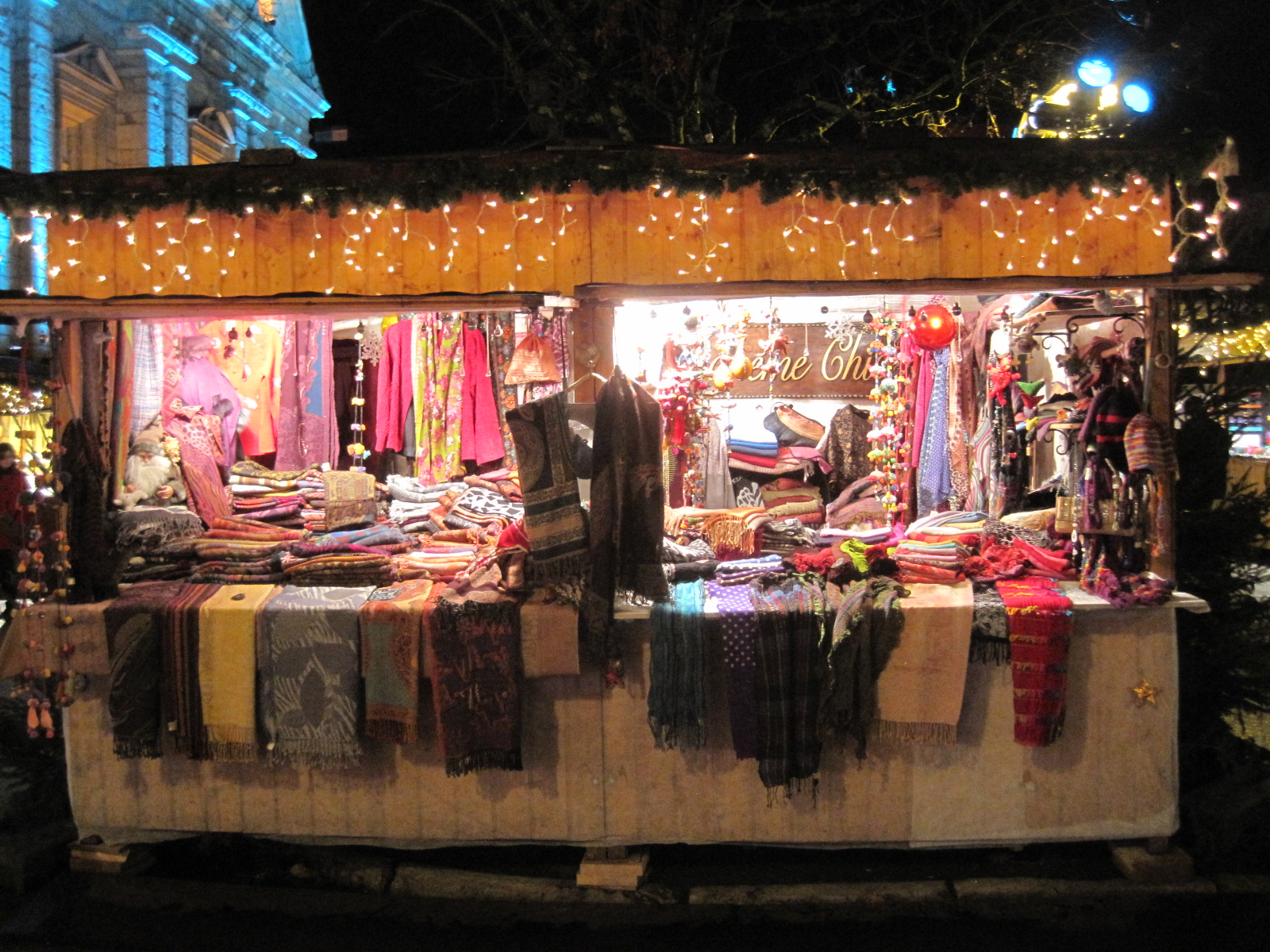
Vêtements.
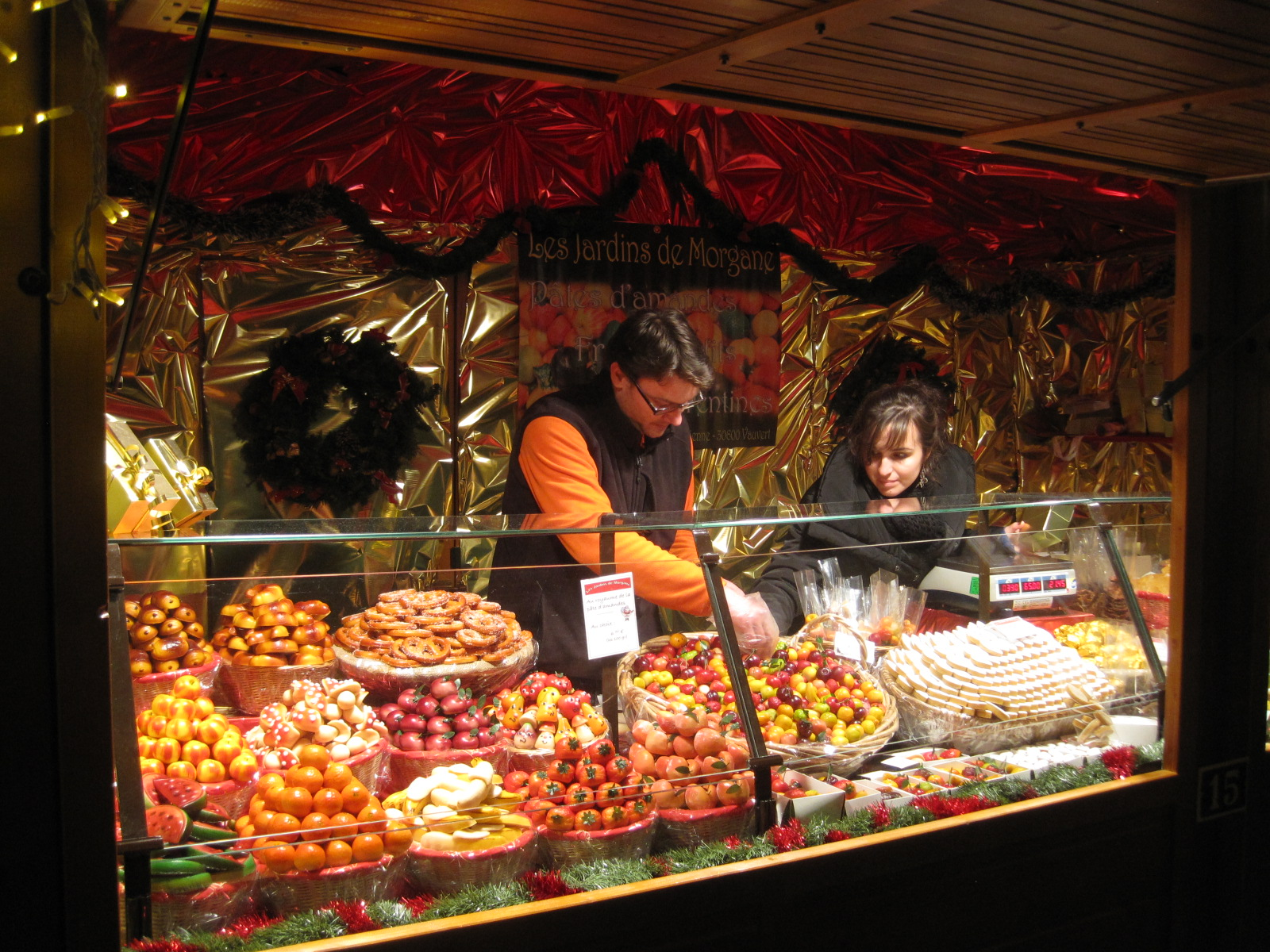
Confiseries et friandises.
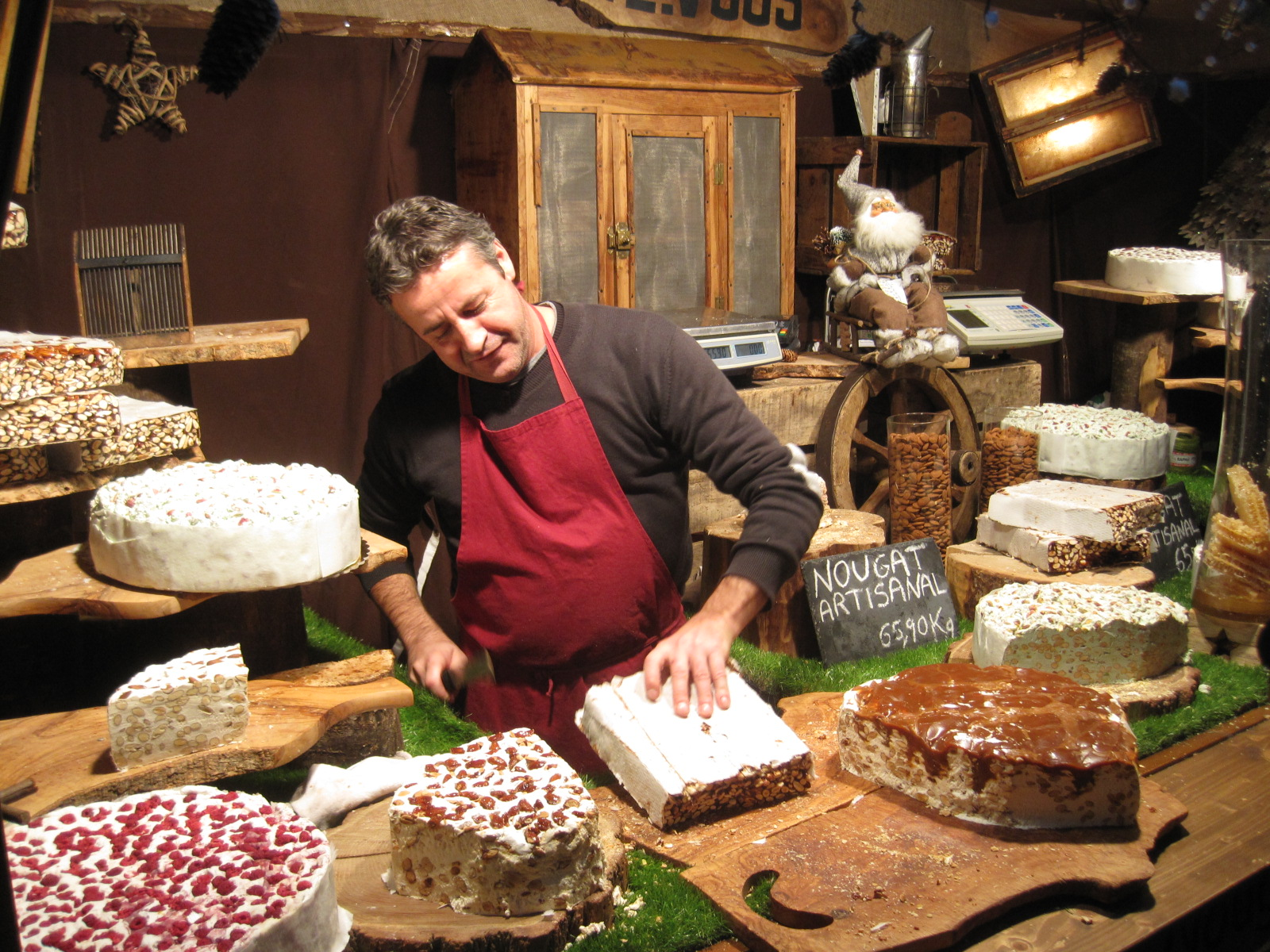
Nougats.
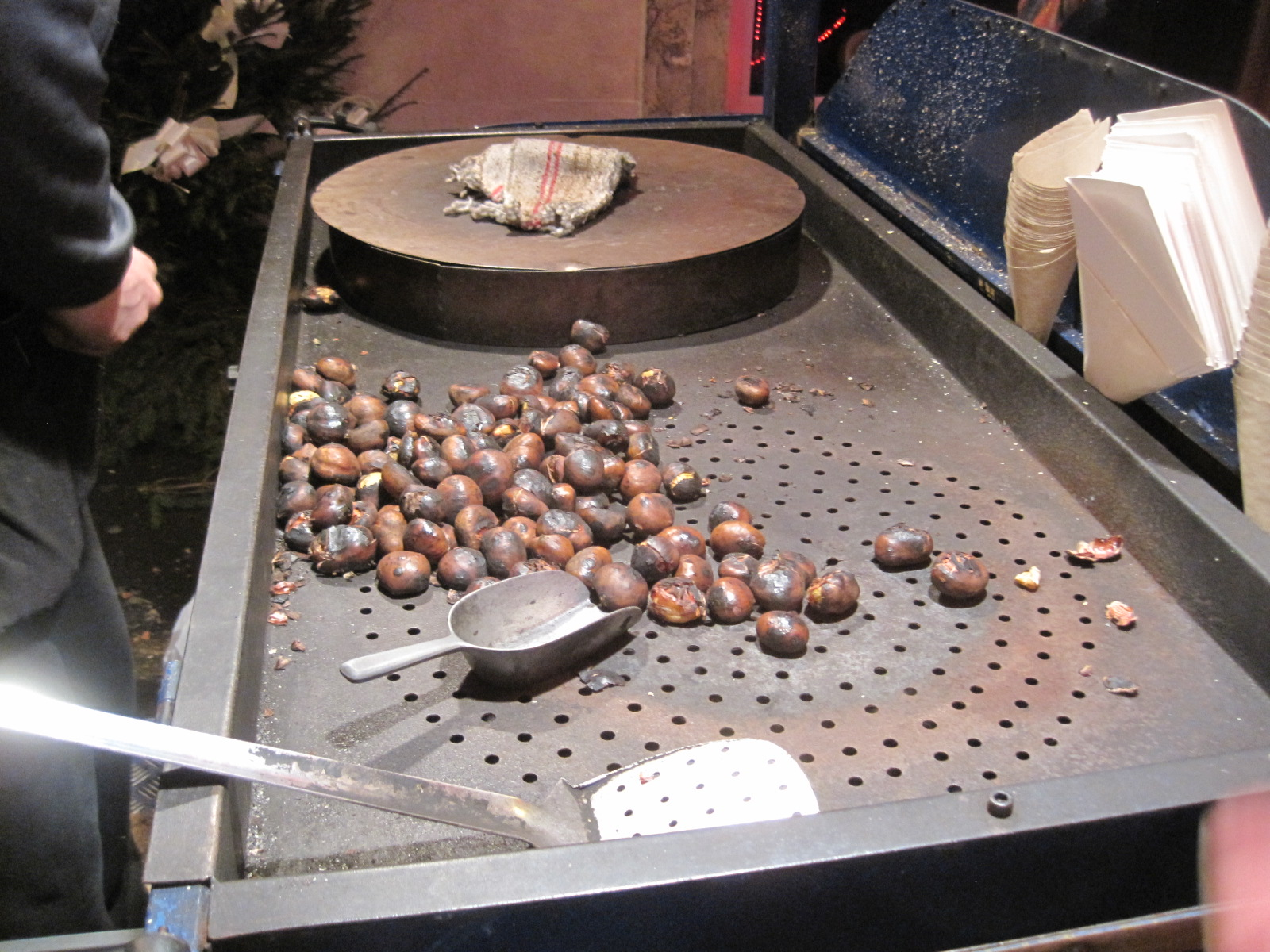
Châtaignes grillées au feu de bois.
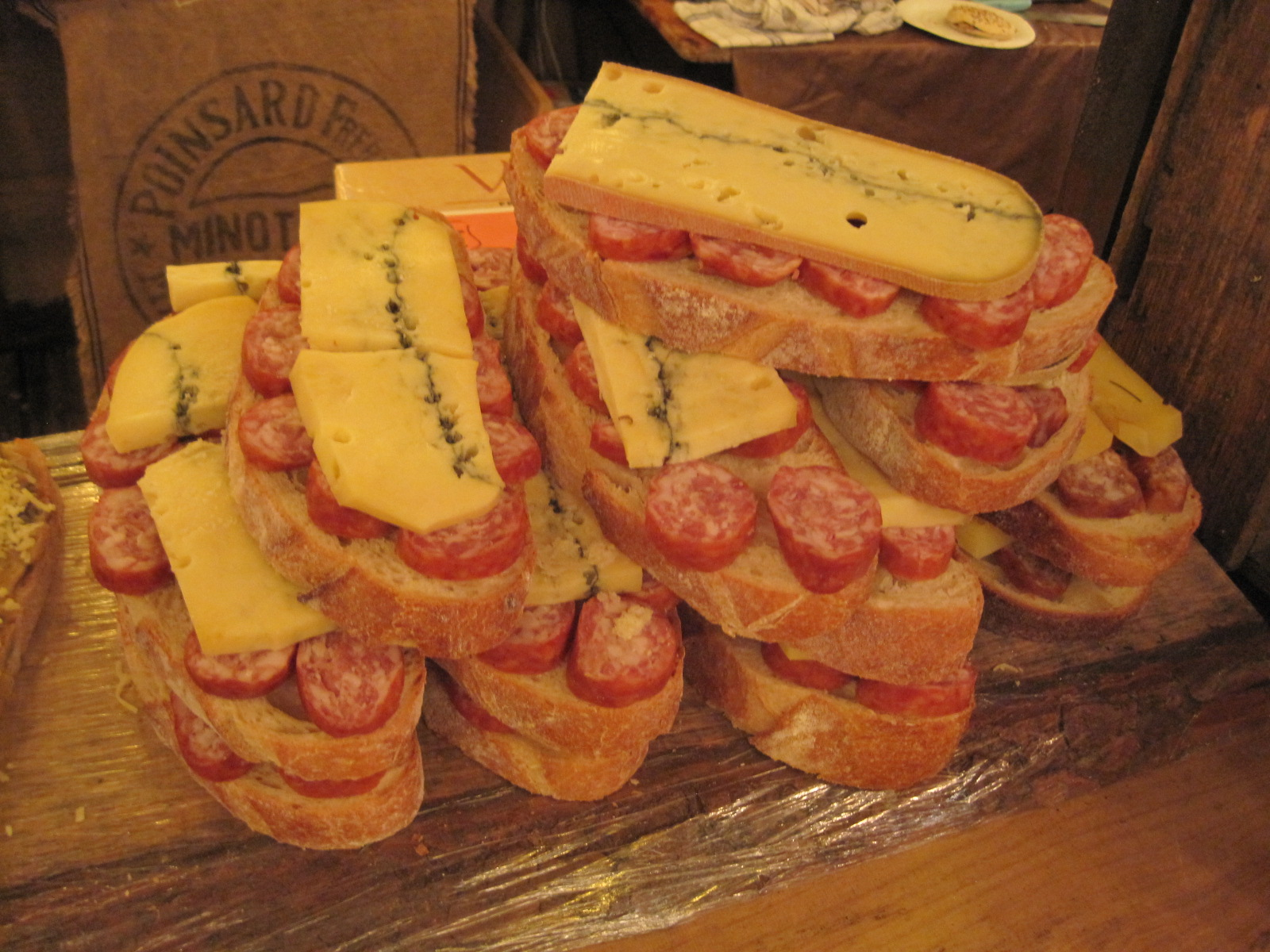
Tartines.
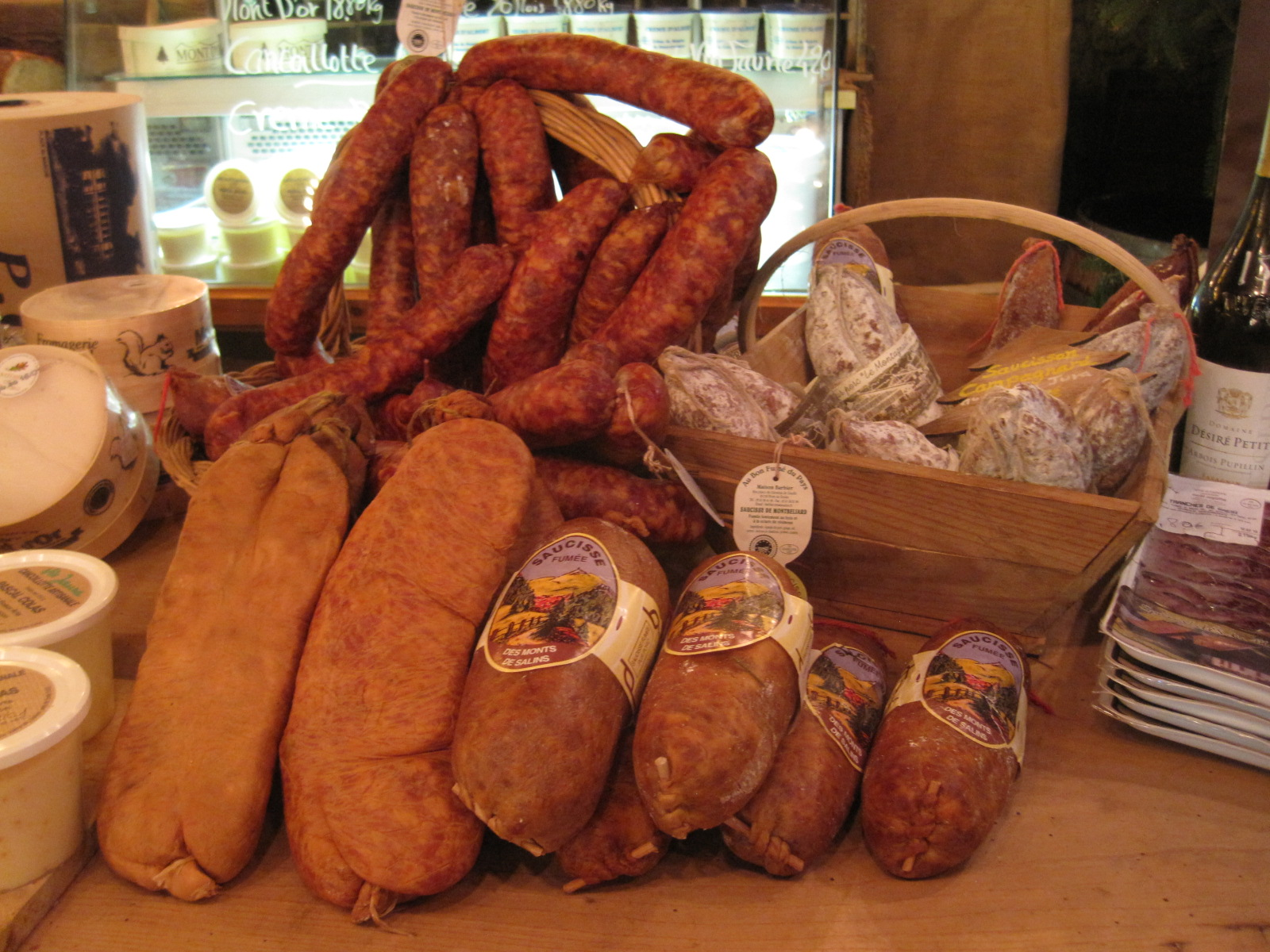
Saucisse de Montbéliard et saucisse de Morteau...
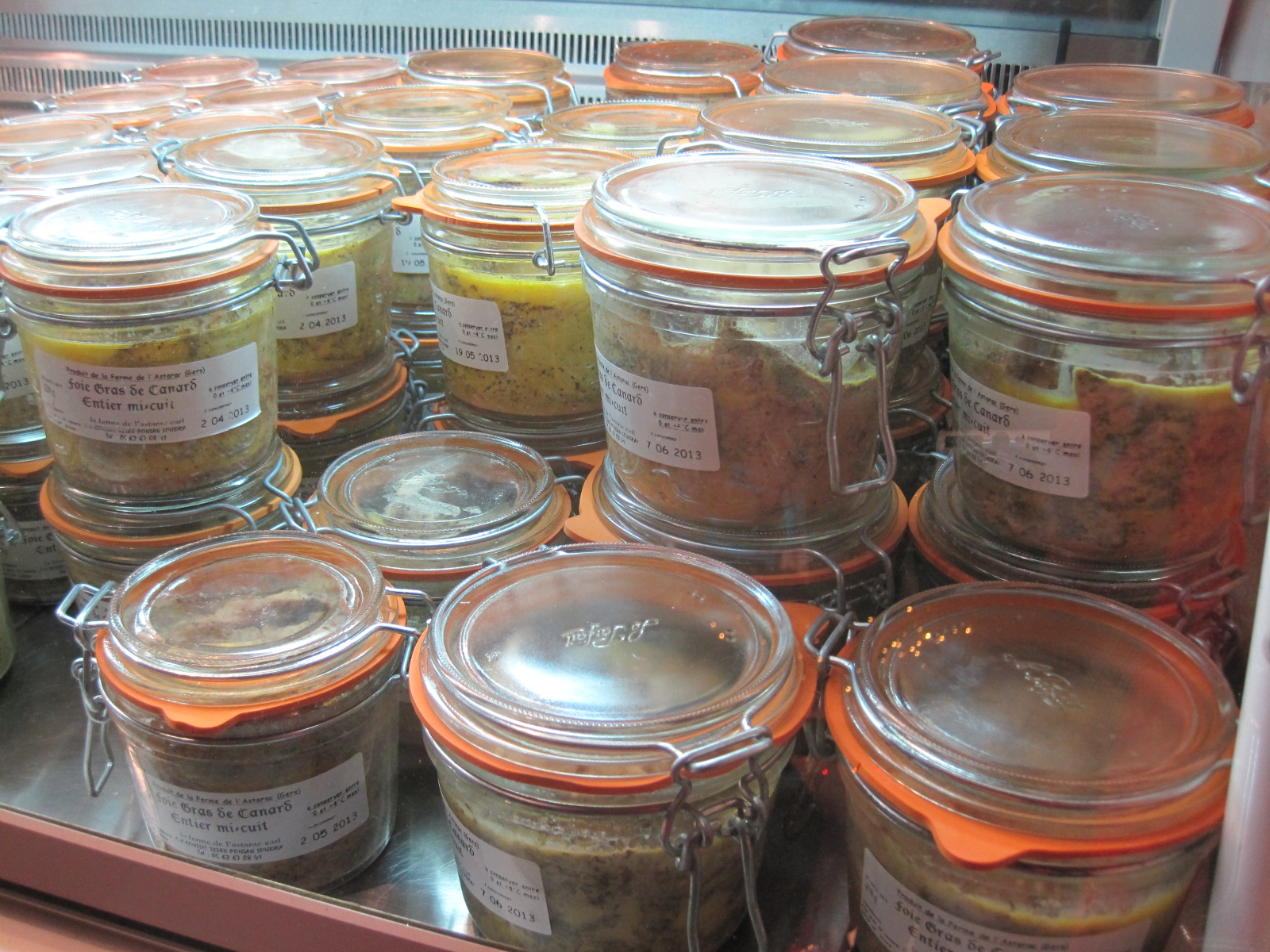
Foie gras.

Les figures emblématiques du marché sont le père Noël, saint Nicolas, la tante Arie (bonne fée de la Principauté de Montbéliard, réincarnation de la comtesse Henriette de Wurtemberg) et le père Fouettard...  
On y trouve des articles de décorations de Noël, articles de cadeau de Noël, et de quoi se restaurer avec des produits de la gastronomie régionale traditionnelle et artisanale, tartines, saucisse de Montbéliard, vin chaud, cannelle, gâteaux, pain d'épices, bredeles, confiseries...
Chaque année un pays ou une région est invité. En 2017, l'invité d'honneur du Marché de Noël de Montbéliard est la Corse. Par le passé il y a déjà eu la Bretagne, l'Irlande, le Pays-basque, le Canada ou encore la Wallonie.

## Invités d'honneur du Marché
- 2001 :  Ludwigsbourg
- 2002 :  Thuringe
- 2003 :  Russie
- 2004 :  Pologne
- 2005 :  Canada
- 2006 :  Pérou
- 2007 :  Finlande
- 2008 :  Toscane
- 2009 :  Irlande
- 2010 :  Louisiane
- 2011 :  Pays basque
- 2012 :  Wallonie
- 2013 :  Bretagne
- 2014 :  Portugal
- 2015 :  Écosse
- 2016 :  Autriche
- 2017 :  Corse
- 2018 :  Andalousie
- 2019 :  Savoie
- 2020 : Aucun (pandémie de Covid-19)
- 2021 :  Franche-Comté
- 2022 :  Périgord
- 2023 :  Provence
- 2024 :  Normandie
- 2025 :  Corrèze